# The Fabulous Wanda
The Fabulous Wanda (voluit The Fabulous Wanda and the Secret of Life, the Universe, and Everything) is een videospel voor de Commodore 64 en de Commodore 128. Het spel werd uitgebracht in 1983. 